# Liste der Monuments historiques in Saint-Laurent-de-la-Salle
Die Liste der Monuments historiques in Saint-Laurent-de-la-Salle führt die Monuments historiques in der französischen Gemeinde Saint-Laurent-de-la-Salle auf.

## Liste der Bauwerke
| Bezeichnung                 | Beschreibung                  | Standort | Kennzeichnung | Schutzstatus | Datum | Bild |
| --------------------------- | ----------------------------- | -------- | ------------- | ------------ | ----- | ---- |
| Schloss Le Plessis-le-Franc | Erbaut ab dem 16. Jahrhundert | (Lage)   | PA00110251    | Inscrit      | 1984  |      |

## Liste der Objekte
- Monuments historiques (Objekte) in Saint-Laurent-de-la-Salle in der Base Palissy des französischen Kultusministeriums